# Johann Ernst Dietrich von Osen
Johann Ernst Dietrich von Osen (* 4. Februar 1723 in Berlin; † 10. Januar 1801 in Wesel) war ein preußischer Generalmajor.

## Leben

### Herkunft
Er entstammt einer bürgerlichen Familie. Seine Eltern waren Jakob Osen und dessen Ehefrau Marie Elisabeth, geborene Fielitz. Sein Vater war einfacher Gendarm in der Eskadron des Rittmeisters von Schenk im Regiment Gensdarmes.

### Militärkarriere
Osen wurde am 1. Januar 1744 Grenadier im Infanterieregiment „Alt-Anhalt“. Dort wurde er am 4. Dezember 1744 Feldwebel. Im Zweiten Schlesischen Krieg kämpfte Osen in der Schlacht bei Kesselsdorf. Im Jahr 1746 wurde er in das Infanterieregiment „von Wutgenau“ versetzt. Während des Siebenjährigen Krieges kämpfte er in den Schlachten von Zorndorf, Kay, Kunersdorf und Torgau. In der Zeit wurde er am 27. Dezember 1757 als Sekondeleutnant in das Grenadierbataillon Nr. 2 versetzt.
Auch nach dem Krieg am 24. Juni 1763 blieb er beim Grenadierbataillon und wurde dort am 11. Juli 1764 Premierleutnant. „Wegen seiner vielfältige treuen Diensten“ erhob ihn König Friedrich II. am 13. Januar 1770 in den Adelsstand. Am 11. Juni 1771 stieg er zum Stabskapitän auf und wurde am 8. Februar 1776 als Kapitän und Kompaniechef in das Grenadierbataillon Nr. 3 versetzt. Mit diesem nahm er 1778/79 am Bayerischen Erbfolgekrieg teil. Am 24. November 1785 wurde Osen Major im Infanterieregiment „von Gaudi“. Dort wurde er am 17. Juni 1792 Oberstleutnant und am 31. Januar 1794 Oberst. Am 25. April 1794 erhielt er seine Demission mit einer Pension und dazu am 12. Mai 1794 den Charakter als Generalmajor.
Osen fragte mehrfach um eine erneute Verwendung nach, was aber abgelehnt wurde. Am 10. Februar 1798 erhielt er aber die Erlaubnis, seine alte Uniform tragen zu dürfen. Er starb am 10. Januar 1801 in Wesel. Nach seinem Tod wurde er auf der Bastion Wilhelm in Wesel beigesetzt.

### Familie
Osen heiratete am 5. Januar 1745 in Berlin Dorothea Matia Miethe. Er hatte mehrere Kinder, darunter:
- Ludwig Gottlieb (* 1753; † 19. Mai 1794), fiel als Hauptmann im Infanterieregiment „von Klinckowström“ während des Ersten Koalitionskrieges
- Johann Georg (* 1754; † 26. Juni 1799), fiel als Stabshauptmann im IR.45
- Dorothea Elisabeth (* 12. September 1751) ⚭ 1771 Karl August von Mahlen, Premierleutnant

Nach dem Tod seiner ersten Frau heiratet er Anna Rosine Franke. Sie brachte die Stieftochter Ernestine von Treskow (* 12. Februar 1767) mit in die Ehe, die sich 1794 mit Anton von Meusel, Hauptmann und Platzmajor in Silberberg, verheiratete.